# Есинка
Е́синка — посёлок сельского типа в Тверской области России. Входит в Ржевский муниципальный округ. С 2005 до 2022 года был центром одноимённого сельского поселения Ржевского района. 

## География
Находится в 12 км к юго-западу от Ржева близ автомагистрали М9 (Москва-Рига).

## История
Возник в 1978 в связи со строительством птицефабрики, был в составе Хорошевского сельсовета. С 1989 Есинка — центр одноимённого сельсовета. В 1997 году в посёлке 380 хозяйств (квартир), 1191 житель.

## Население
| 1997 | 2002 | 2010 |
| ---- | ---- | ---- |
| 1191 | ↘945 | ↗956 |

## Инфраструктура
В посёлке имеются Есинская средняя общеобразовательная школа (открыта в 1987 году), детский сад, дом культуры, МФЦ «Мои документы», офис врача общей практики, отделение почтовой связи.